# Arabella Elizabeth Roupell

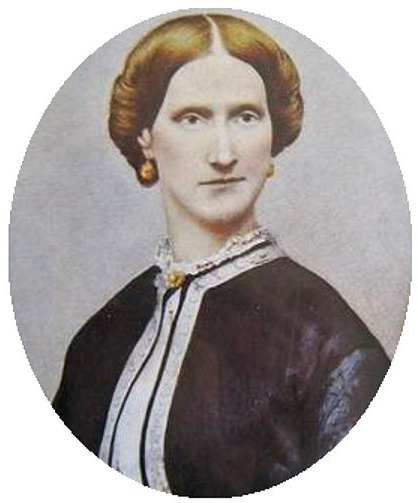
Gemaltes Porträt von Arabella Elizabeth Roupell

Arabella Elizabeth Roupell (* 23. März 1817 in Newport, Vereinigtes Königreich; † 31. Juli 1914 in Berkshire, Vereinigtes Königreich) war eine englische botanische Illustratorin und bekannt für eine anonyme Reihe von Blumengemälden, die 1849 in London unter dem Titel Specimens of the flora of South Africa. By a Lady veröffentlicht wurden.

## Leben und Werk
Roupell war die vierte von fünf Töchtern und sieben Söhnen von Reverend John D. Piggott aus Edgmond, Shropshire, und seiner Frau Frances Bevan. Am 16. September 1840 heiratete sie in Edgmond einen Beamten der Britischen Ostindien-Kompanie in Madras, der sich damals auf Urlaub in England aufhielt, Thomas Boone Roupell (1809–1889). Sie bekam mit ihm sechs Söhne, der älteste wurde im April 1841 tot geboren, kurz nachdem sie mit ihrem Mann 1841 nach Madras zurückgekehrt war.
Nach der Geburt des nächsten Sohnes im Juni 1842 entschieden ihr Mann und sie, dass ein Aufenthalt in einem milderen Klima unerlässlich sei. Zu diesem Zeitpunkt behielten die Bediensteten der Britischen Ostindien-Kompanie, die ihren Urlaub in der Kapkolonie nahmen, gemäß den Vorschriften der East India Company sowohl ihr Gehalt als auch ihre Zulagen, während in England die Zulagen eingestellt wurden. Ihr Ehemann, 1842 Sekretär der Regierung von Madras und 1843 Mitglied des Revenue Board, erhielt weiteren Urlaub, und am 1. Februar 1843 segelte die Familie von Madras in Richtung Kapkolonie.
Vor ihrer Abreise aus Indien hatte Roupell bereits damit begonnen, die indische Flora zu malen und mehrere ihrer Gemälde sind mit Madras, 1841 beschriftet und datiert. Nach ihrer Ankunft am 22. März 1843 malte Roupelle Exemplare der Kapflora. Zufällig war zu dieser Zeit auch der Botaniker Nathaniel Wallich, Superintendent der Royal Botanic Gardens in Kalkutta, auf Urlaub in der Kapkolonie. Wallich verfügte über die wissenschaftlichen Kenntnisse der Botanik, die Roupell fehlten, und ermutigte sie nicht nur in ihrer Arbeit, sondern half auch bei der Sammlung und Identifizierung der verschiedenen Arten, die sie malte.
Bis 1845 war die Familie Roupell nach Madras zurückgekehrt und weitere vier Söhne wurden in Indien geboren. Roupell malte weiterhin die einheimische Flora und schließlich umfasste ihre Sammlung etwa hundert Aquarelle. Als Wallich sich 1846 aus den Gärten von Kalkutta zurückzog, überredete er sie, ihm zu erlauben, einige davon mit nach England zu nehmen, damit sie veröffentlicht würden. Der Leiter des Royal Botanic Gardens (Kew), William Jackson Hooker, empfahl die Veröffentlichung von zehn Platten, woraufhin der Lithograph Paul Gauci verpflichtet wurde. 1849 erschien das Werk zunächst anonym unter Specimens of the flora of South Africa by a Lady mit Texten von William Henry Harvey. Sogar Queen Victoria reservierte ein Exemplar für sich, da die Lithographien großes Aufsehen erregten.
Die Publikation war Wallich gewidmet  und wurde zu einem Artikel von der Zeitschrift Africana. Roupell war eine bescheidene Frau und wollte der Veröffentlichung ihres Namens in dem Buch nicht zustimmen, aber sie wurde in einer Fußnote einer Rezension des Buches von Hooker für das London Journal of Botany als Künstlerin identifiziert.
Ihre Begabung als botanische Künstlerin wurde in Deutschland durch ihre Wahl zum Mitglied der Regensburger Gesellschaft der Künste anerkannt. 1857 benannte der Schweizer Botaniker Carl Meissner eine Protea-Art, Protea roupelliae, nach ihr.
Die East India Company wurde 1858 aufgelöst, woraufhin sich Roupell und ihr Mann nach Loddar Court in der Nähe von Reading in Berkshire zurückzogen. Zu diesem Zeitpunkt war die Familie finanziell abgesichert, da ihr Mann in Indien zum Sitzungsrichter befördert und zuerst nach Coimbatore und später nach Cuddalore versetzt worden war. Roupell begann mit der Landschaftsgärtnerei und verbrachte einen Teil jedes Jahres auf Sundorne Castle, dem Erbe ihres Vaters in Shropshire. Sie starb 1914 in Loddar Court.
Etwa hundert unveröffentlichte Platten wurden in den 1930er Jahren von ihrer Schwiegertochter Elizabeth Chute Roupell ausfindig gemacht. Sie waren in den Besitz von George Roupell übergegangen, einem Enkel von Roupell und Neffen von Elizabeth Chute Roupell. Dieser vermachte 1950 die Originalgemälde der Kap- und Indienflora dem Feldmarschall Jan Christiaan Smuts. Nachdem sie im November 1951 auf einer Ausstellung in der Johannesburg Public Library gezeigt worden waren, schenkte die Familie Smuts die Gemälde der Universität Kapstadt, die sie an die Bibliothek des Bolus-Herbariums weitergab.

## Blumengemälde von Arabella Elizabeth Roupell (Auswahl)

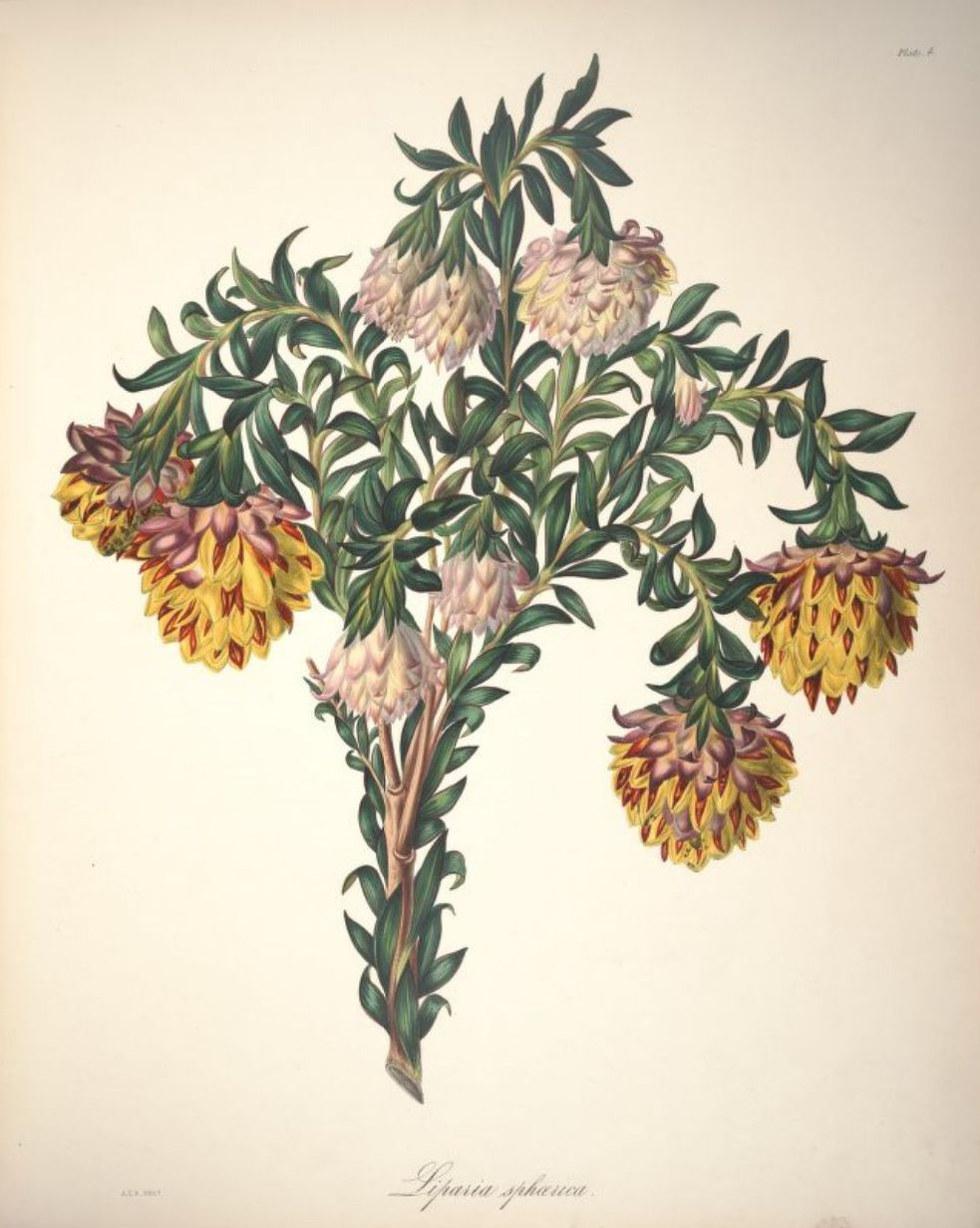
Liparia sphaerica L. (Synonym für Liparia splendens)
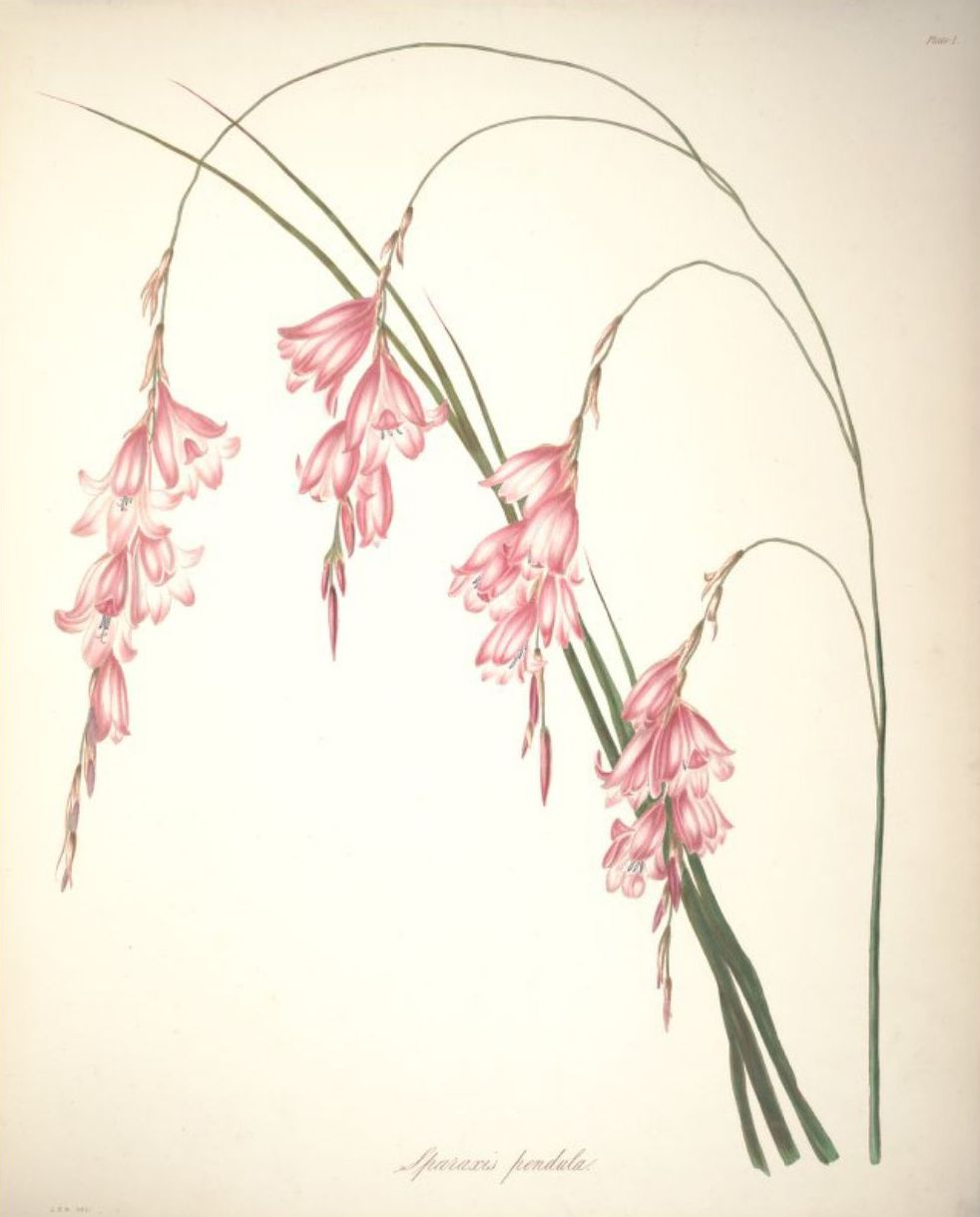
Sparaxis pendula (L.f.) Ker Gawl. i(Synonym für Dierama pendulum)
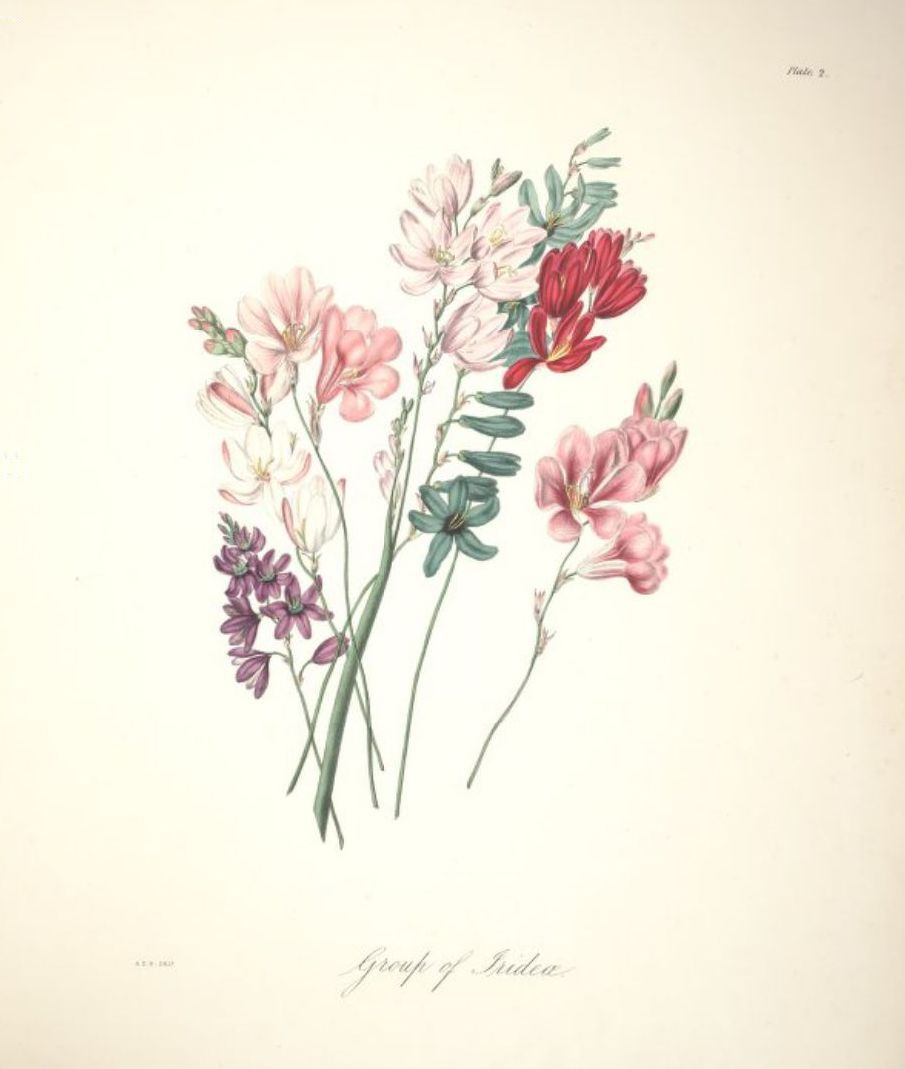
Tritonia viridis (Aiton) Ker Gawl. (Synonym für Freesia viridis (Aiton))
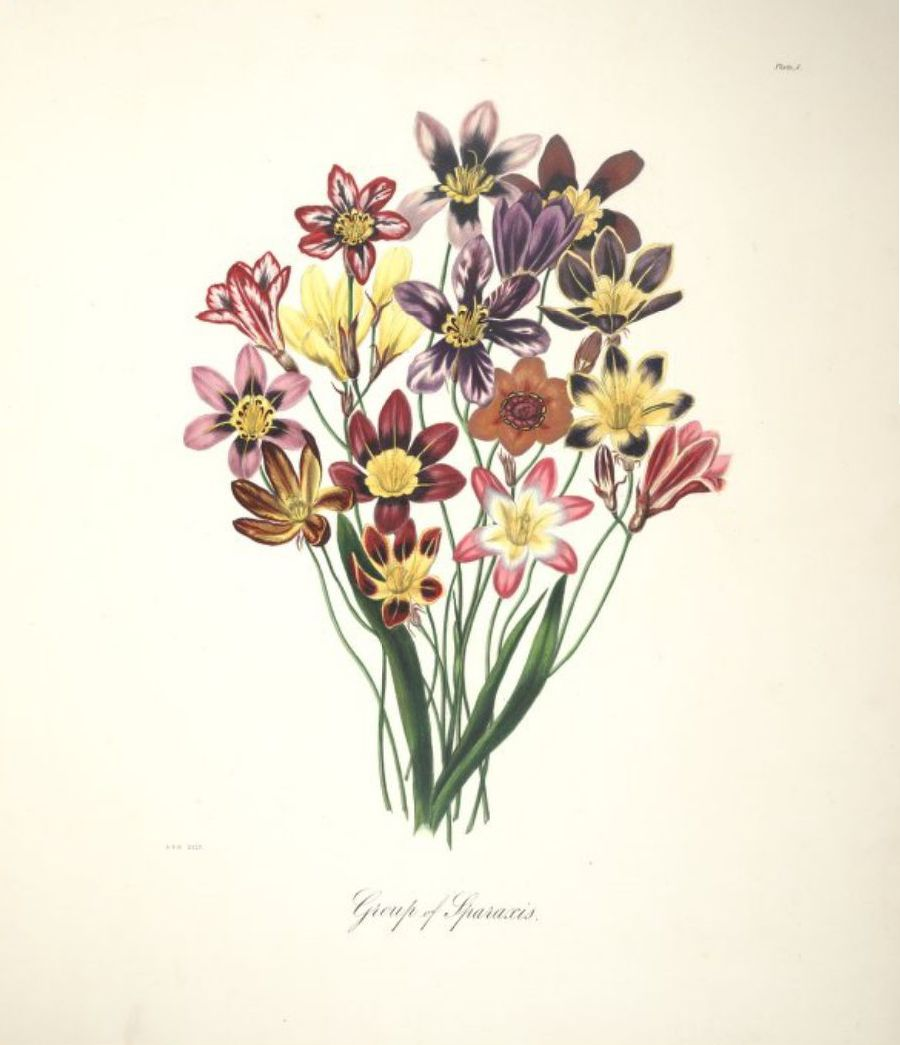
Gruppe von Sparaxis
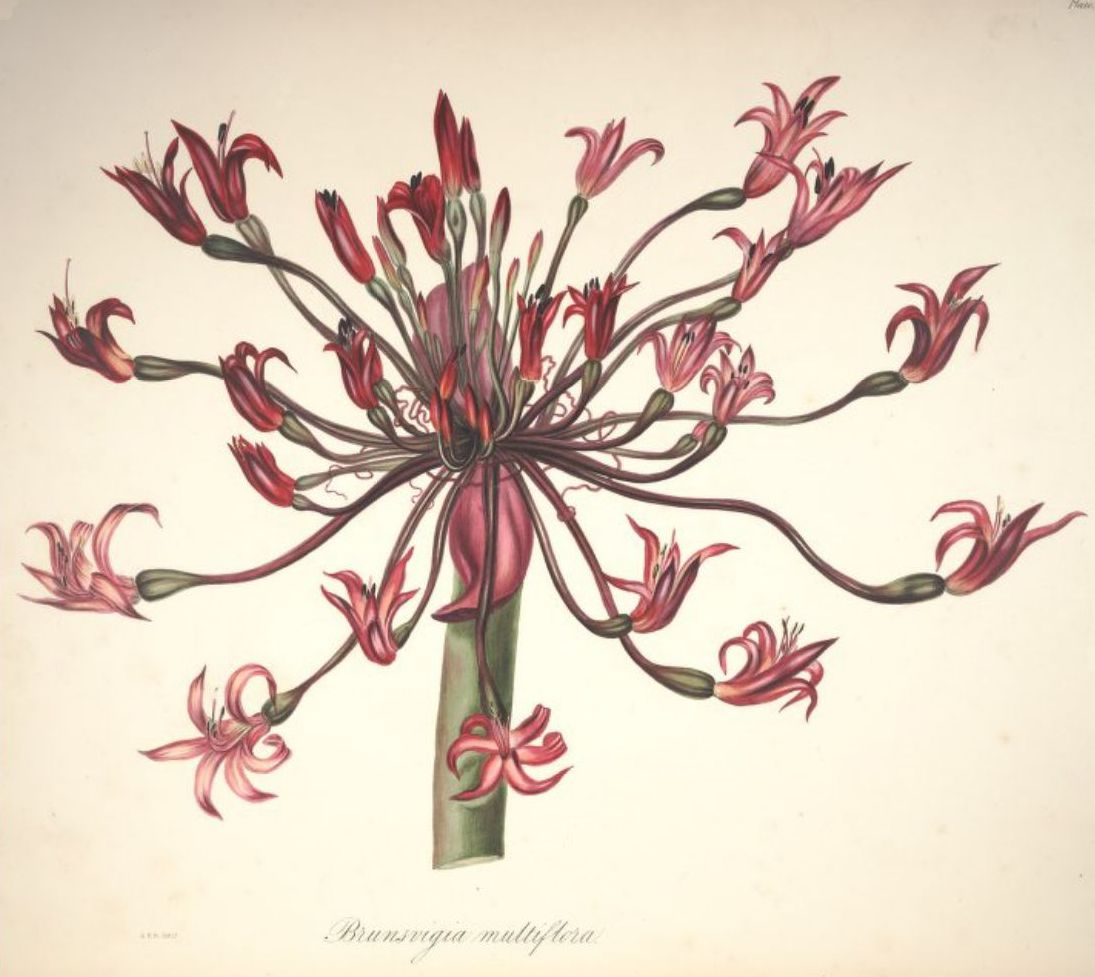
Brunsvigia multiflora W.T.Aiton (Synonym für Brunsvigia orientalis (L.) )
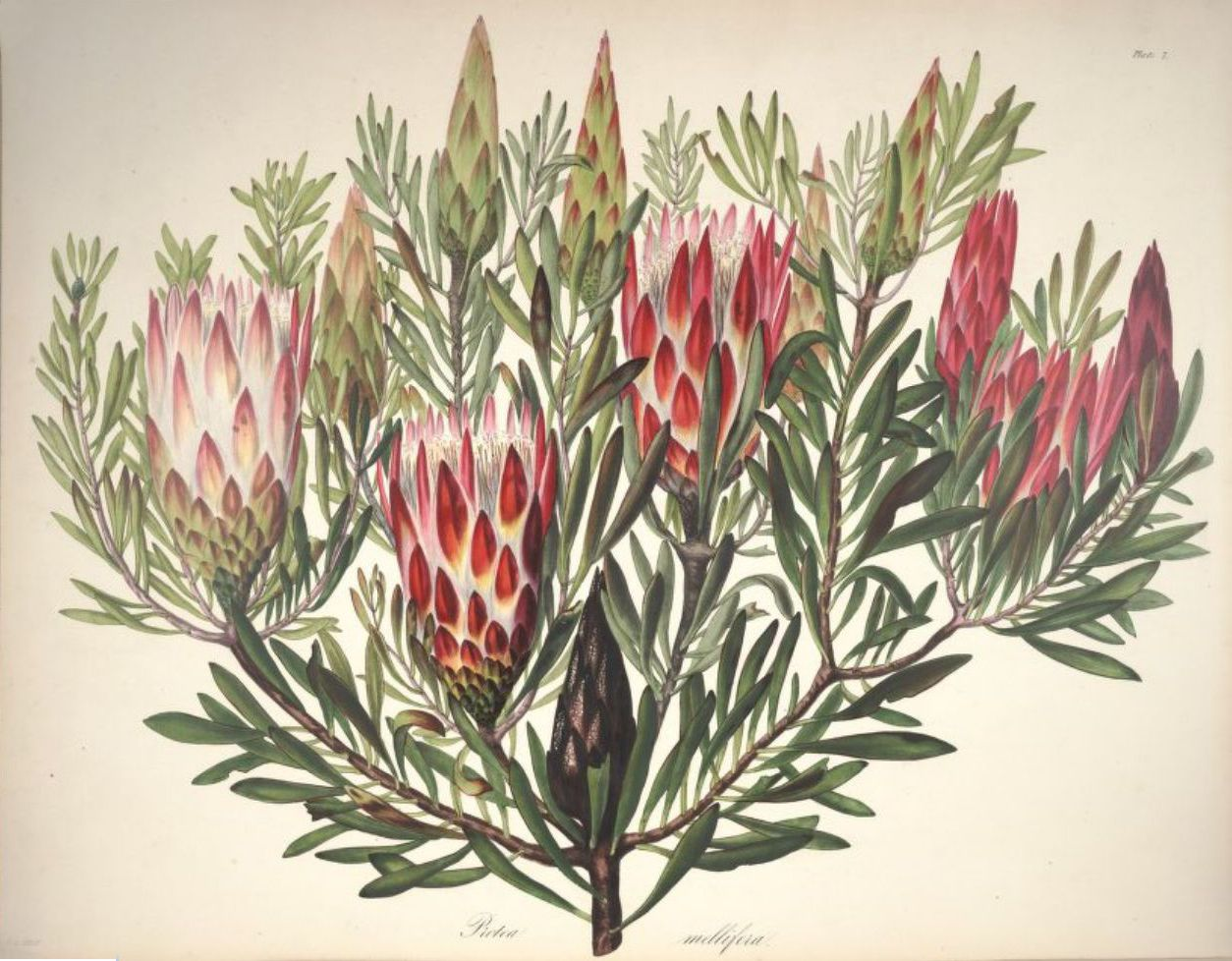
Protea mellifera Thunb. (Synonym für Protea repens L.)
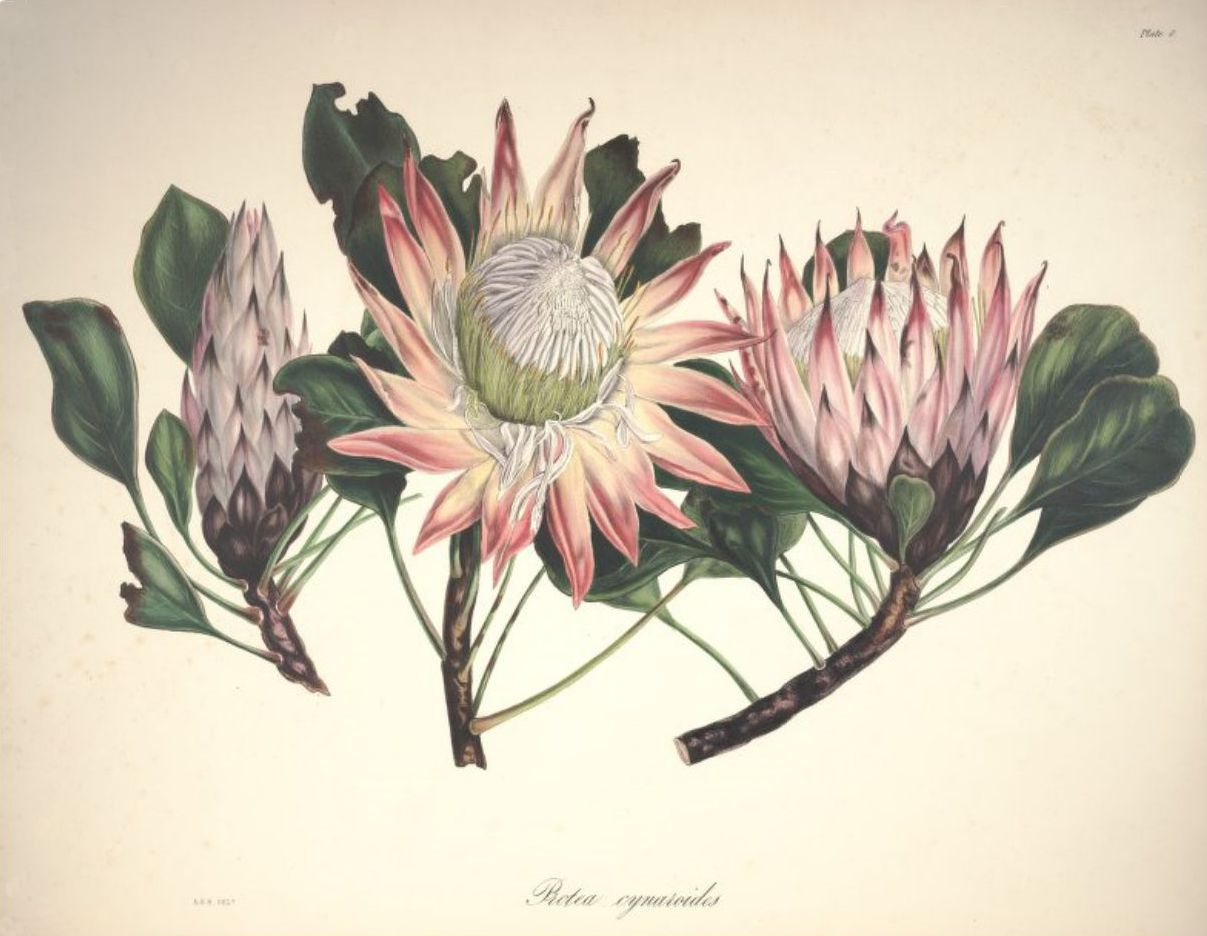
Protea cynaroides (L.) L.
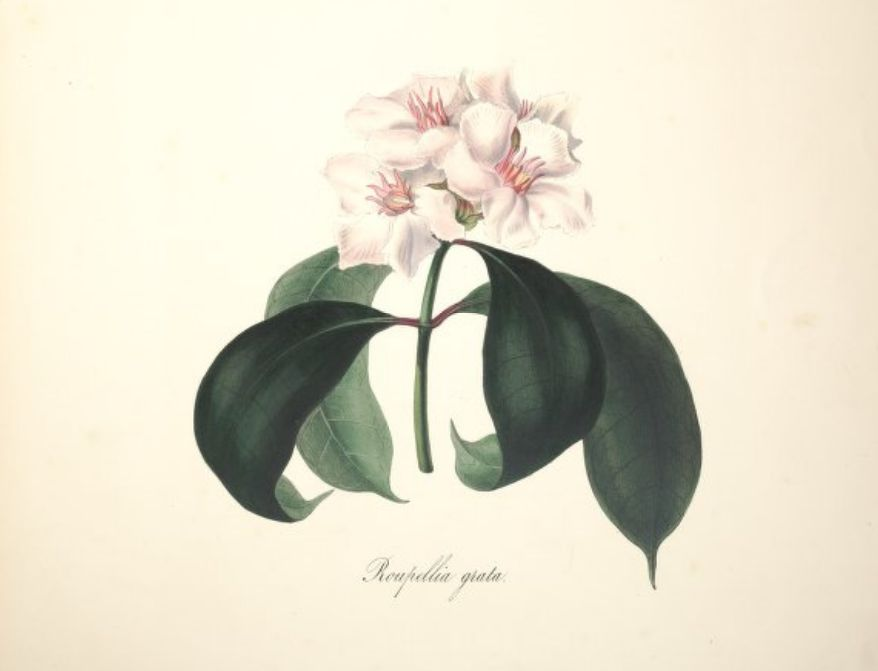
Roupellia grata (Synonym für Strophanthus gratus)

Das Standard-Autorenkürzel Roupell wird verwendet, um diese Person als Autorin anzugeben, wenn ein botanischer Name zitiert wird.

## Veröffentlichungen
- Allan Bird (Text), Arabella Roupell (Grafik): More Cape Flowers by a Lady. The Paintings of Arabella Roupell. The South African Natural History Publication Company, Johannesburg 1964.
- mutmaßlich mit William H. Harvey: Specimens of the Flora of South Africa: By a Lady. London 1849.[6]